# Vice-royauté des Indes
 (janvier 2025).
Si vous disposez d'ouvrages ou d'articles de référence ou si vous connaissez des sites web de qualité traitant du thème abordé ici, merci de compléter l'article en donnant les références utiles à sa vérifiabilité et en les liant à la section « Notes et références ».
1492–1535
Entités précédentes :
- Caciquats d'Hispaniola

Entités suivantes :
- Nouvelle-Espagne

La vice-royauté des Indes ou vice-royauté colombienne,  est le nom qui désigne le nombre de titres et de droits accordés à Christophe Colomb par les Rois catholiques en 1492 avant de se lancer dans son premier voyage qui a abouti la découverte de l'Amérique.